# Fraser-Canyon-Goldrausch

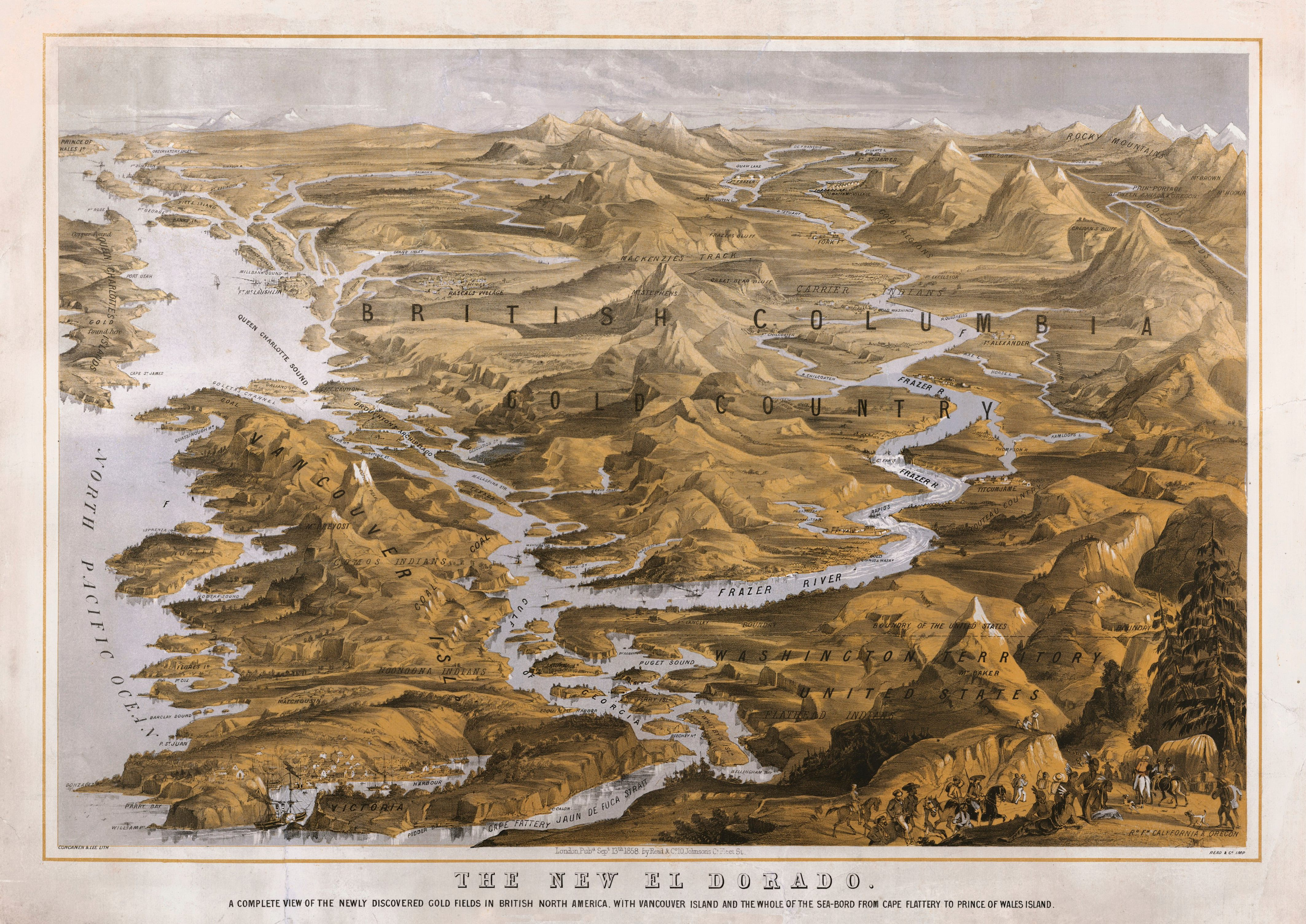
Das „neue Eldorado“.

Der Fraser-Canyon-Goldrausch oder Fraser-Goldrausch war ein Goldrausch in der kanadischen Provinz British Columbia.

## Auslöser
Ausgelöst wurde dieser Goldrausch 1858, als der Gouverneur der Kolonie Vancouver Island, James Douglas, eine Ladung Erz nach San Francisco in die dortige Münzanstalt sandte und so dort bekannt wurde, dass am Zusammenfluss des Thompson River mit dem Nicoamen River, ein paar Meilen stromaufwärts vom Zusammenfluss des Thompson River mit dem Fraser River, Gold gefunden worden war. Im selben Jahr kamen rund 25.000 Menschen in dieses Gebiet, die an den Ufern des Fraser River, nördlich von Lillooet nach Gold schürften oder Geschäfte machen wollten.
Dieser Boom war nur von kurzer Dauer, hatte jedoch einen nachhaltigen Einfluss auf das Leben der Ureinwohner dieser Gegend. Die Ortschaft Victoria, die bisher rund 500 Einwohner zählte, wuchs innerhalb weniger Monate beträchtlich an. James Douglas hatte den Zugang zur neugegründeten Kolonie British Columbia nur über Victoria erlaubt, da er den Zuzug eindämmen wollte und befürchtete, sonst könnten Hunderttausende herbeiströmen. Doch kamen Tausende auch auf dem Landweg. Der größte Teil der Goldsucher stammte aus den USA, daneben kamen unter anderem viele Chinesen, Briten, englischsprachige Kanadier und Einwohner der Seeprovinzen, französischsprachige Kanadier, Deutsche, Skandinavier, Italiener, Belgier, Hawaiier, und Ureinwohner der Westindischen Inseln.

## Folgen
Dieser Goldrausch führte überhaupt erst zur Gründung der Kolonie British Columbia auf dem Festland. Die Britische Krone wollte damit ihren Anspruch auf das Gebiet untermauern und die ihr im Oregon-Kompromiss zugesprochene Autorität. Doch der Mangel an Mitteln, der es James Douglas unmöglich machte, die Landrouten zu kontrollieren, führte auch dazu, dass sein Versuch unterlaufen wurde, den Import von Waffen zu beschränken. Das bisher bestehende Gleichgewicht zwischen den Pelzhändlern der Hudson’s Bay Company und den ortsansässigen Indianern wurde durch die vielen Prospektoren gestört.  Im Herbst des Jahres 1858 verschärften sich die Spannungen zwischen Goldwäschern und Indianern vom Stamme der Nlaka'pamux und eskalierten zum Fraser-Canyon-Krieg.
Zudem kam es zwischen hellhäutigen „Amerikanern“ und nichtweißen Goldsuchern zu rassistischen Unruhen. Als der ehemalige Sklave Isaac Dixon Heiligabend 1858 von zwei Weißen zusammengeschlagen wurde, führte das zum McGowans-Krieg.
Der Goldrausch brachte nicht nur Goldsucher in das Gebiet; ihnen folgten Händler, Unternehmer und Geschäftsleute, die neue Städte gründeten und zur Entwicklung des Grenzlandes beitrugen. Der Fraser River wurde zu einer wichtigen Verkehrsader und bald von Schaufelraddampfern befahren.
Um das Jahr 1860 waren die Sandbänke des Fraser ausgebeutet, viele der Goldwäscher kehrten entweder in die Vereinigten Staaten zurück oder zogen auf der Suche nach unentdeckten Schätzen weiter.